# The Crossing – Die entscheidende Schlacht
The Crossing – Die entscheidende Schlacht ist ein US-amerikanischer Historienfilm aus dem Jahr 2000. Die Literaturverfilmung des Historienromanes The Crossing (1971) von Howard Fast wurde für das Fernsehen produziert und erzählt die Überquerung von George Washingtons Truppen über den Delaware River und die Schlacht von Trenton. Der Film ist auch unter dem Titel George Washington: Sieg über die hessischen Söldner und Die Schlacht am Delaware bekannt.

## Handlung

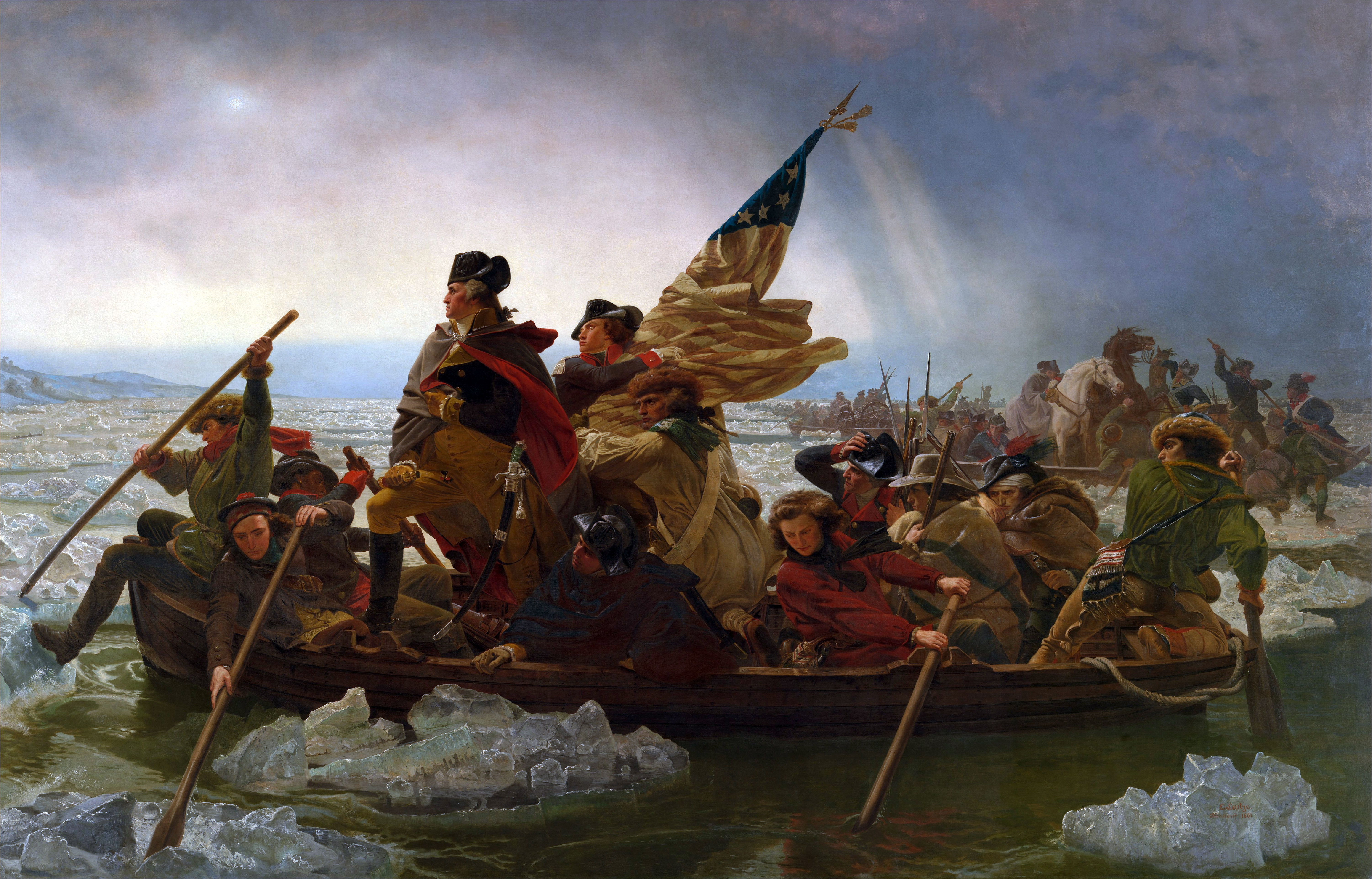
Washington überquert mit seinen Truppen den Delaware-River auf dem Weg zur Schlacht von Trenton. Ölgemälde von Emanuel Leutze

Mit dem Beginn des Amerikanischen Unabhängigkeitskrieges überrennen die Briten Manhattan und treiben George Washington, sowie über 20.000 Männer und 300 Kanonen in die Flucht. Etwa sechs Monate später, am 7. Dezember 1776, ist seine Armee versprengt und er hat gerade noch etwas mehr als 2000 Männer zur Verfügung. Er befindet sich am New Jersey Shore und will über den Delaware River, um sichere Zuflucht nahe dem Pennsylvania Shore zu finden. Sie besorgen sich Boote und schaffen es gerade noch, unter Feindbeschuss vom Ufer abzulegen. Doch die Verluste sind enorm. Washington hat weniger als 2000 Männer zur Verfügung, nur noch 18 Kanonen, und es fehlt ihm an allem. Er hat kaum Versorgung, Geld, Decken, Medizin und hat auch keine Hoffnung, dass er bald Nachschub bekommen wird. Und es kommt noch schlimmer, denn die Briten haben über 1200 Hessen in ihre Nähe positioniert, die nur darauf warten, dass der Fluss zufriert, damit sie ihn überqueren können, um Washington in einer vernichtenden Schlacht zu schlagen. Und nachdem einzelne Truppenverbände, darunter General Greene und Stirling mit 872 weiteren erschöpften Männern erschienen sind, spitzt sich die Lage zu, denn der Kontinentalkongress muss von Philadelphia nach Baltimore fliehen und erteilt Washington alle Vollmachten, die er benötigt, bis sich die Lage bessert.
Und die nutzt er auch, um an Weihnachten, dem 25. Dezember 1776, einen direkten unerwarteten Angriff auf die Hessen zu starten. Dies führt er gegen die Skepsis einzelner Untergebener durch, darunter auch Horatio Gates. Aber Washington lässt sich nicht beirren, denn er weiß, wie schlecht es um seine Truppen steht, sodass nur ein Angriff diese retten können. Also laufen die Vorbereitungen im kalten Regen, um unter größter Eile noch vor sechs Uhr morgens bei den Hessen zu sein, damit der Überraschungseffekt auf der eigenen Seite ist. Doch durch Kälte und Schnee wird die Reise erschwert, sodass sie erst bei Tageslicht am anderen Ufer, einige Meilen vom Hessenregiment entfernt, ankommen. Nachdem sie das hessische Wachhäuschen überrannt haben, eilen sie nach Trenton, wo sie es dank einer geschickten Taktik schaffen, die Hessen relativ schnell einzukreisen, sodass Oberst Johann Rall, nachdem er tödlich verwundet worden ist, sich zum Aufgeben gezwungen sieht. Rall verstirbt kurz darauf, und Washington fordert alle auf, alle Vorräte mitzunehmen, damit sie ihren Rückzug antreten können. Denn für ihn war es ein Wunder, dass niemand verletzt wurde, weswegen er, nach der ersten gewonnenen Schlacht seit über 12 Monaten, das Kriegsglück nicht weiter herausfordern will, um sich auf einen langen Krieg vorbereiten zu können.

## Kritik
„Geschickt inszenierter, passabel gespielter Fernsehfilm, der detailliert und anregend die Historie bebildert. Hervorzuheben ist die aufwändige Kameraarbeit, deren stimmungsvolle Bilderwelt an historische Gemälde erinnert.“

## Auszeichnungen
- eine Nominierung bei der Primetime-Emmy-Verleihung 2000 für den besten Tonschnitt
- eine Auszeichnung für Rene Ohashi beim ASC Award in der Kategorie Outstanding Achievement in Cinematography in Movies of the Week/Mini-Series/Pilot (Basic or Pay)
- eine Auszeichnung des Peabody Award im Jahr 2001

## Veröffentlichung
Nachdem der Film am 10. Januar 2000 auf dem US-amerikanischen Fernsehsender A&E Network lief, wurde er im darauffolgenden Jahr, am 10. Januar 2001, erstmals in Deutschland auf dem Pay-TV-Sender Premiere World ausgestrahlt. Seit dem 13. Februar 2002 ist der Film auf VHS erhältlich.